# Fujiwara no Nobuzane
Fujiwara no Nobuzane (藤原信実; 1176 – 1265) è stato un poeta giapponese waka del tardo periodo Heian e il primo periodo Kamakura.
Era il figlio di Fujiwara no Takanobu. Il suo nome buddista era Jakusai (寂西). È considerato uno dei Trentasei nuovi immortali della poesia (新三十六歌仙 Shin Sanjūrokkasen).

## Biografia
Come cortigiano fu governatore della provincia di Bingo, Sakyō Gondaibu e Shōshii.
Ebbe nove figli, cinque maschi e quattro femmine. Tre di loro, le figlie di Ben no Naishi, Gofukakusa-in no Shōshō no naishi e Sōhekimon'in no Shōshō, divennero famose come poetesse e furono annoverate tra le Nyōbō Sanjūrokkasen. Tra i figli Fujiwara no Tametsugu divenne famoso come pittore.

## Opera poetica
Nobuzane eccelleva nella pittura e nella poesia giapponese tanto quanto suo padre Takanobu. Si ritiene che la "Gotoba-in-zō" (後鳥羽院像, Ritratto dell'imperatore in pensione Go-Toba), considerata tesoro nazionale e tramandata al Santuario Minase di Osaka fosse un capolavoro di Nobuzane. Takanobu si è specializzato in ritratti nise-e ("ritratto realistico"). Si ipotizza che capolavori come "Zuijin Teiki Emaki" (pergamena con immagine del cavallo da guardia) di proprietà della Okura Antique Collection House e "Versione Satake di Sanjūrokkasen Emaki (pergamene a mano dei trentasei poeti immortali)" siano stati effettivamente prodotti da Nobuzane e prodotti congiuntamente da pittori legati alla sua linea di famiglia. I discendenti di Nobumi divennero la famiglia Hachijo, conosciuta come la cosiddetta famiglia Nise-e, fino a circa la metà del periodo Muromachi.
Dal 1200 al 1265 partecipò a numerosi concorsi di waka. Era attivo in circoli poetici sponsorizzati dall'imperatore in pensione Go-Toba, dall'imperatore in pensione Juntoku, dall'imperatore in pensione Go-Saga e dalla famiglia Kujō. È autore di una raccolta di poesie, il Nobuzane Ason-shū (信実朝臣家集) e di un racconto, Ima Monogatari (今物語), scritto dopo il 1239. Alcune delle sue poesie sono incluse nell'antologia imperiale Shinchokusen Wakashū (新勅撰和歌集). Morì all'età di 90 anni.